# Chiesa del Ritiro (Rende)
La Chiesa di San Michele Arcangelo, detta più comunemente del Ritiro, sorge nel centro storico di Rende in provincia di Cosenza.
È una chiesa dell’Arcidiocesi di Cosenza-Bisignano.

## Storia
Le origini della Chiesa risalgono all’epoca normanna, ma della struttura originaria resta molto poco. Originariamente era affiancata da un complesso monastico, oggi andato perduto e inglobato nelle vicine abitazioni.
Nel 1638 il complesso fu distrutto da un violento terremoto e solo in seguito fu riedificato in forme differenti. 
Nel XVII secolo la chiesa venne affidata ai monaci Agostiniani che gli diedero il titolo di “Ritiro”. Nel 1715 sotto direzione di Francesco Belmonte la chiesa venne restaurata e portata alla forma che abbiamo oggi. In quello stesso anno fu dedicata a San Giuseppe.
Oggi è dedicata a San Michele Arcangelo, la cui statua è custodita su uno degli altari del transetto.

## Struttura

### Interno
Questa chiesa è l’unico esemplare a Rende ed uno dei pochi nella provincia di Cosenza ad essere a pianta a croce greca.

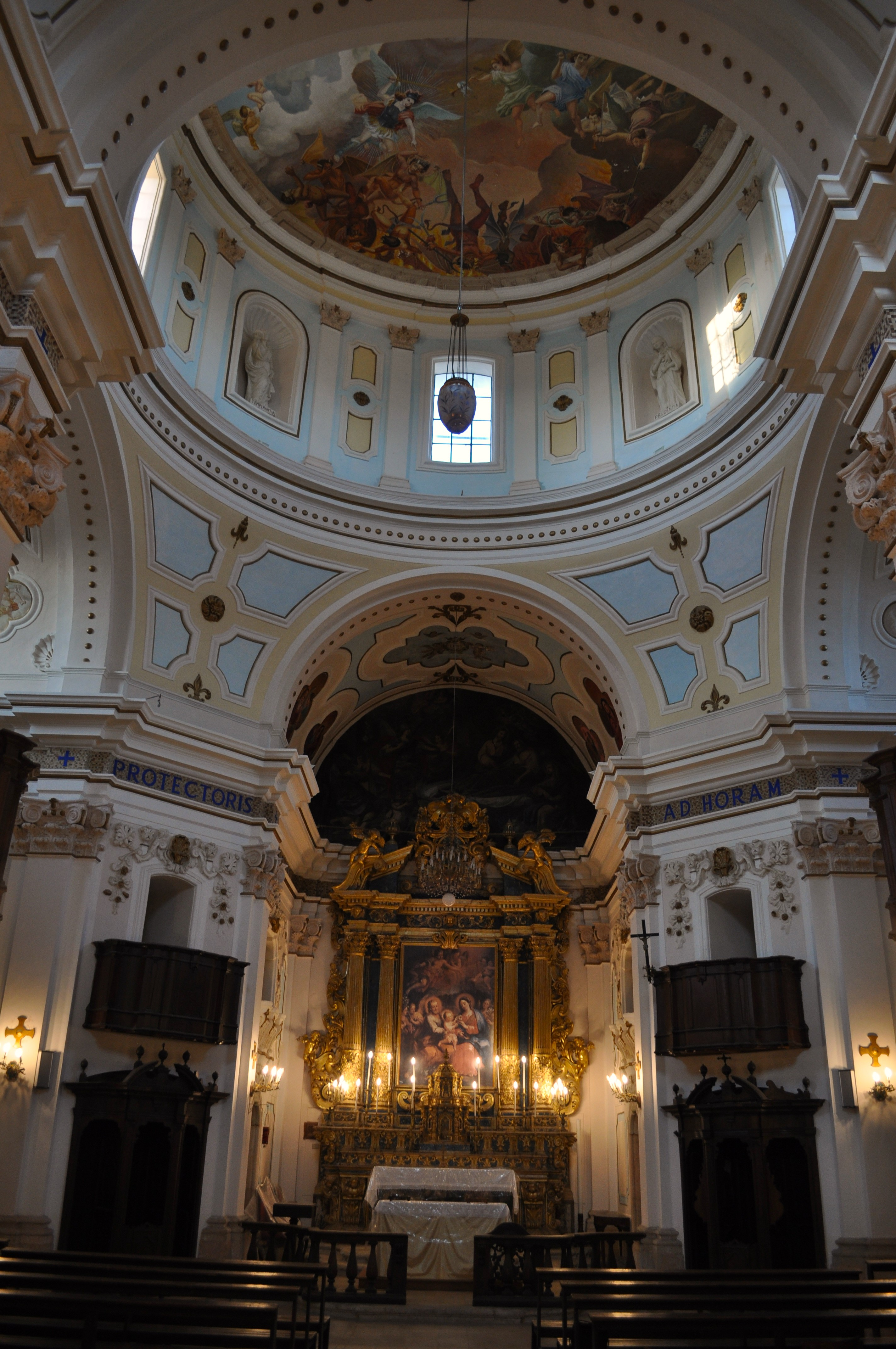
L'interno della Chiesa.

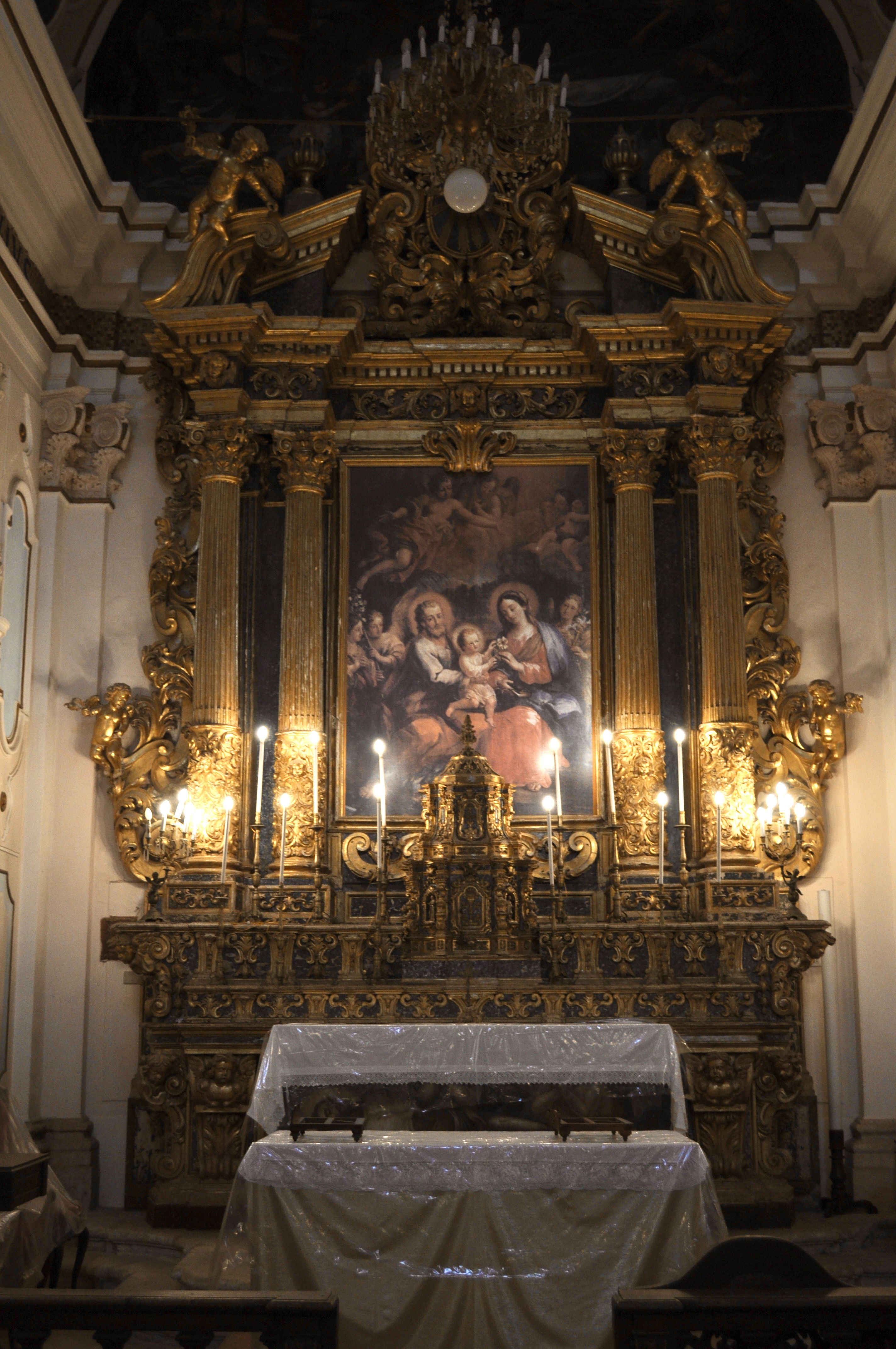
L’altare maggiore e la tela della Sacra Famiglia.

Attorno alla struttura principale si sviluppano alcune cappelle: sulla destra dall’ingresso è presente la cappella dedicata a San Francesco Saverio, con un altare barocco intagliato e sovrastato da una statua settecentesca del santo, di autore ignoto; sulla sinistra invece è posta la cappella dedicata alla Madonna del Rosario, dove è custodita l’omonima statua della Vergine. Nel transetto sono posti: a sinistra l’altare barocco ligneo intagliato dedicato a San Michele Arcangelo realizzata da Giacomo Colombo; e a destra un altare di fattura simile al precedente con la statua di San Giuseppe. Lungo i quattro lati del transetto sono presenti 4 confessionali lignei, ognuno sovrastato da un pulpito anch'esso decorato in legno. In controfacciata è posta una possente cantoria decorata da motivi barocchi simili al resto della chiesa. Sulle pareti, graziosi archi, lesene, cornicioni e capitelli decorano la struttura sacra. Il pavimento è in tufo di Mendicino.

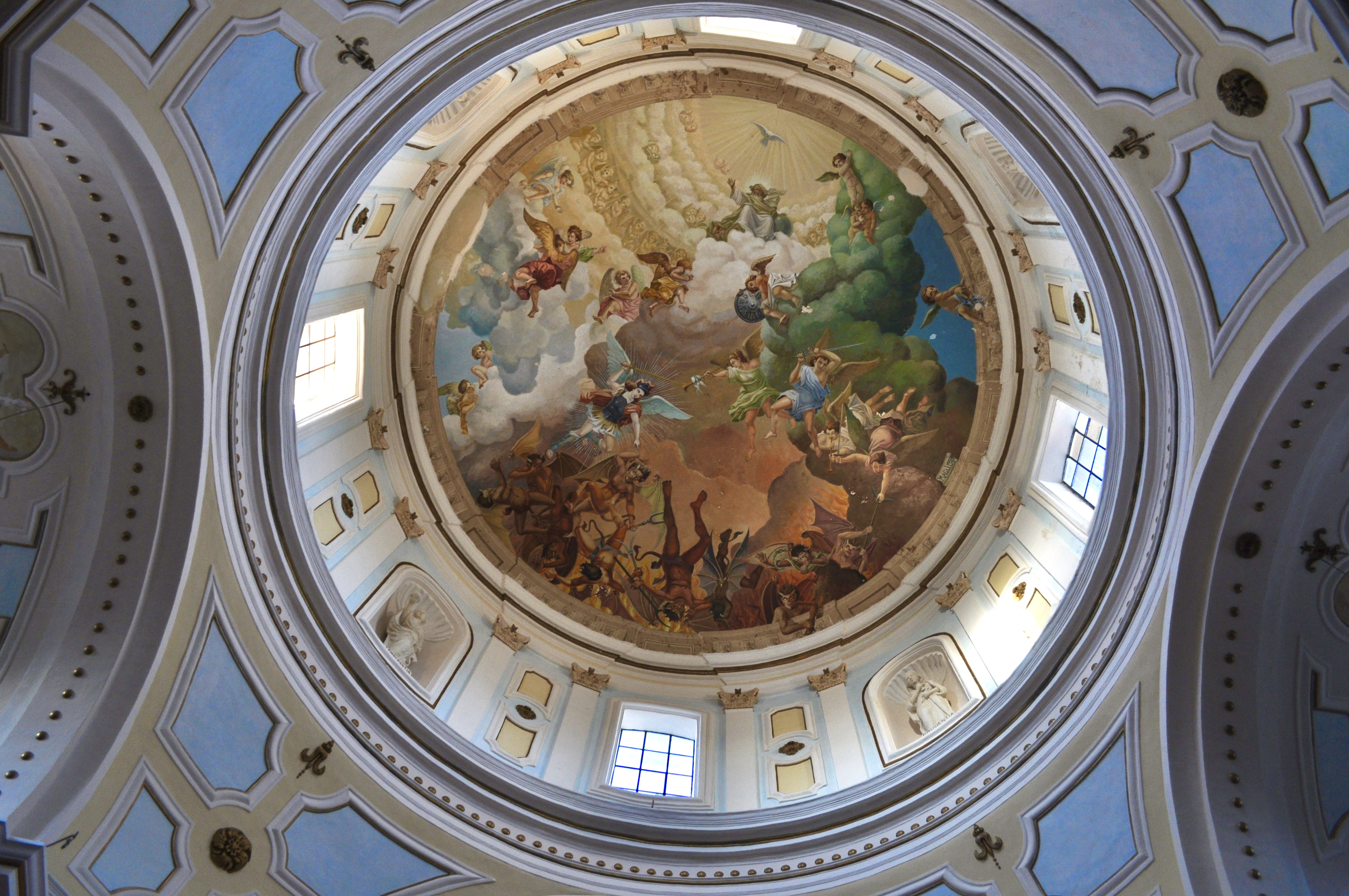
La Cupola affrescata da Donato Magli.

Nell’abside è posto l’altare maggiore, un capolavoro della falegnameria locale circondato da una balaustra in legno. Al centro è incastonato un prezioso tabernacolo ligneo finemente intarsiato. Sull’altare è posta la tela rappresentante la Sacra Famiglia, di Giuseppe Pascaletti (1750).

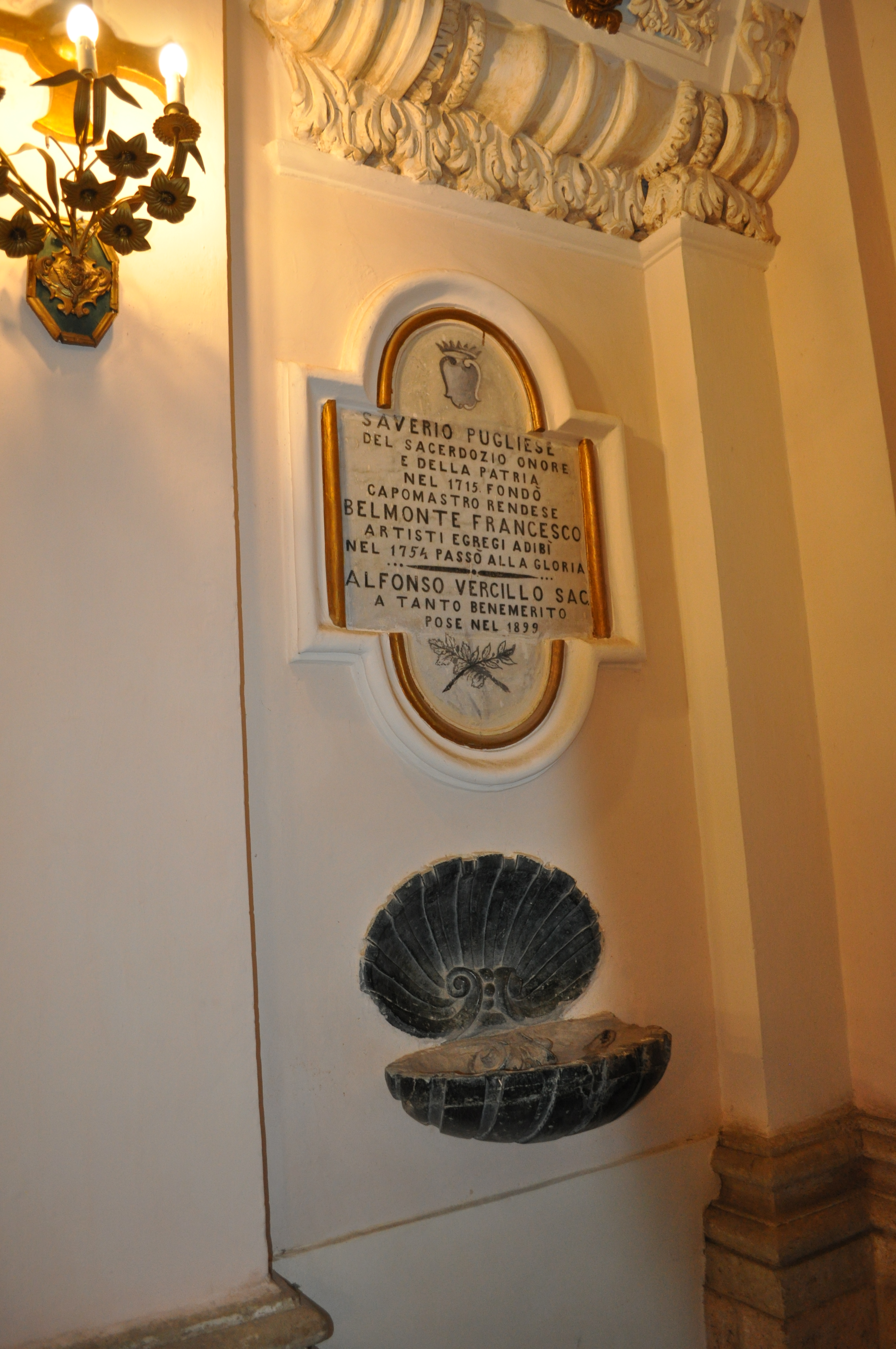
Targa commemorativa e acquasantiera in marmo, poste sotto la cantoria.

Al centro del transetto si eleva una cupola realizzata da Francesco Belmonte nel 1715 e impreziosita da un maestoso affresco del pittore locale Donato Magli nella prima metà del '900, che rappresenta Gli Angeli ribelli. Quattro statue decorano ancora la cupola e rappresentano rispettivamente le virtù cardinali: Prudenza, Giustizia, Temperanza e Fortezza.

### Esterno
La facciata della chiesa, è semplice e risalta su tutto il portale decorato con motivi barocchi e vegetali, così come il portone il legno. Sul culmine della facciata è posto un campanile a vela con due campane.